# Agde
Agde ([ˈadde/ˈate] en occità, [agd] en francès) és una ciutat occitana del Llenguadoc al departament de l'Erau, regió d'Occitània. Té vora 30.000 habitants i és prop del Canal del Migdia. A la costa hi ha el Cap d'Agde, on ha sorgit un nucli turístic.

## Geografia

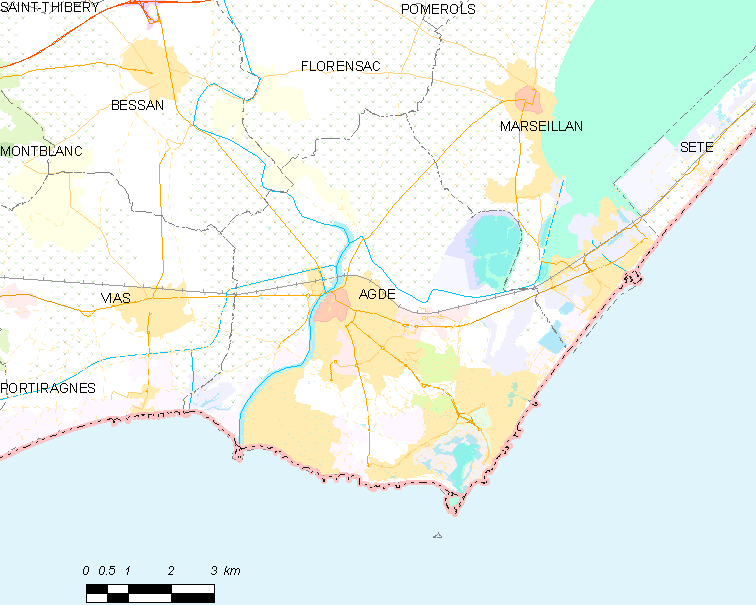
Mapa de la comuna de Agde

## Història

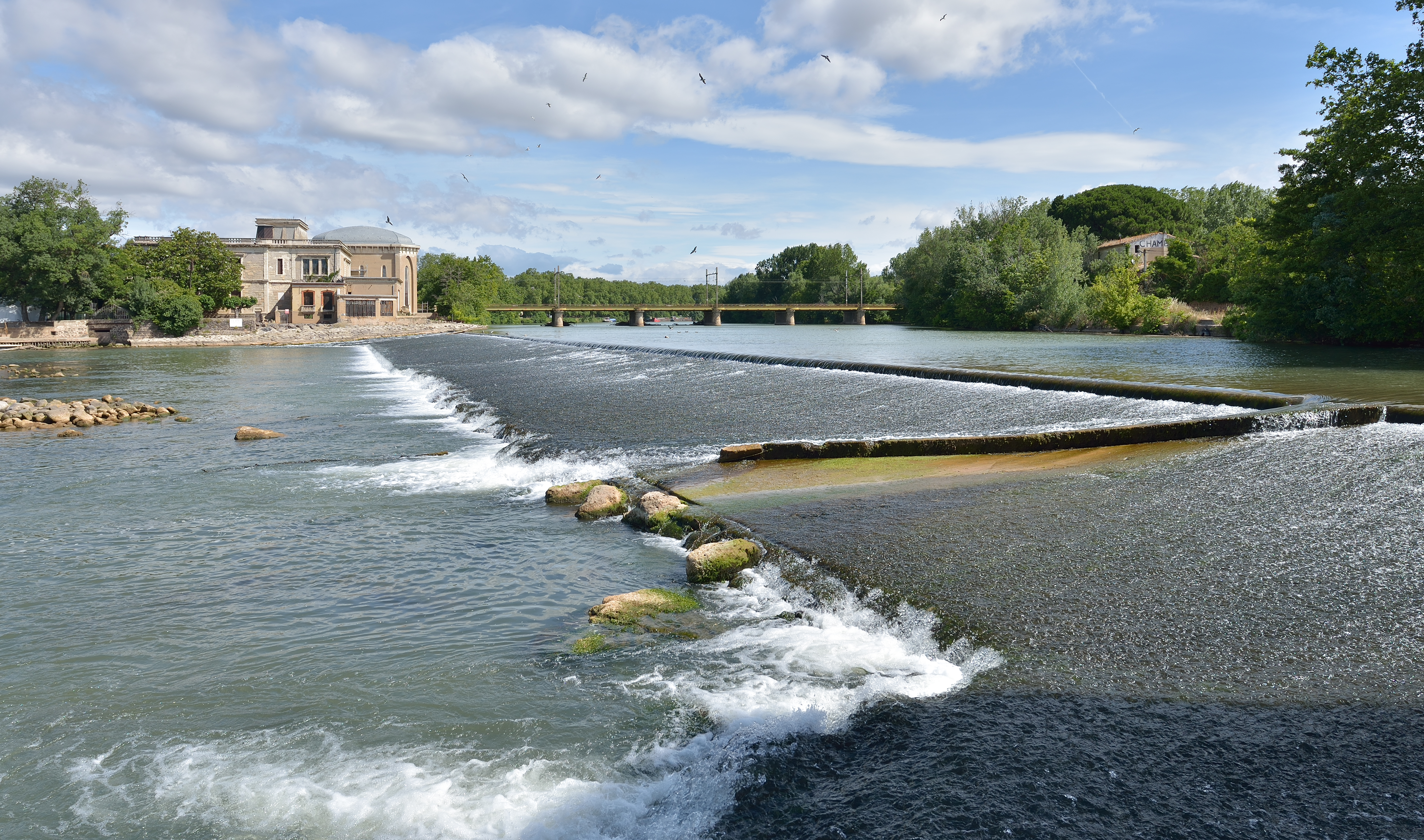
El riu Erau, a Agde

Ciutat fundada pels grecs de Massalia, va passar amb ella als romans amb el nom de Aghata. Un bisbat va sorgir al segle v quan ja era sota domini dels visigots (després del 450). Conquerida pels àrabs (720) fou atacada i damnada per Carles Martell al final del setge de Narbona (737) i després es va entregar-se als carolingis el 752, i com a seu d'un bisbat va ser convertida en comtat administratiu. El 826 fou inclòs en els honors de Bernat de Septimània. Un vescomtat es va crear a la segona meitat del segle ix, i el primer vescomte conegut és Bosó, que pel seu matrimoni amb Adelaida vescomtessa de Besiers va governar a ambdós vescomtats. Des de llavors la sort d'Agde va ser unida a la del vescomtat de Besiers i des del 1129 a la del Vescomtat de Nimes. Ocupada per Simó de Montfort i en mans d'ell i el seu fill Amalric, va passar a França el 1226. El 1247 el vescomte Ramon Trencavell III va cedir els seus drets al rei de França.
El febrer del 1939 les autoritats franceses hi van construir un camp de refugiats, conegut amb el nom de camp dels catalans, per a concentrar-hi els exiliats de la Guerra Civil espanyola. Posteriorment, l'any 1947 es va constituir a Agde l'Agrupació Catalana d'Invàlids i Mutilats de Guerra.

## Demografia

Població 1962-2008

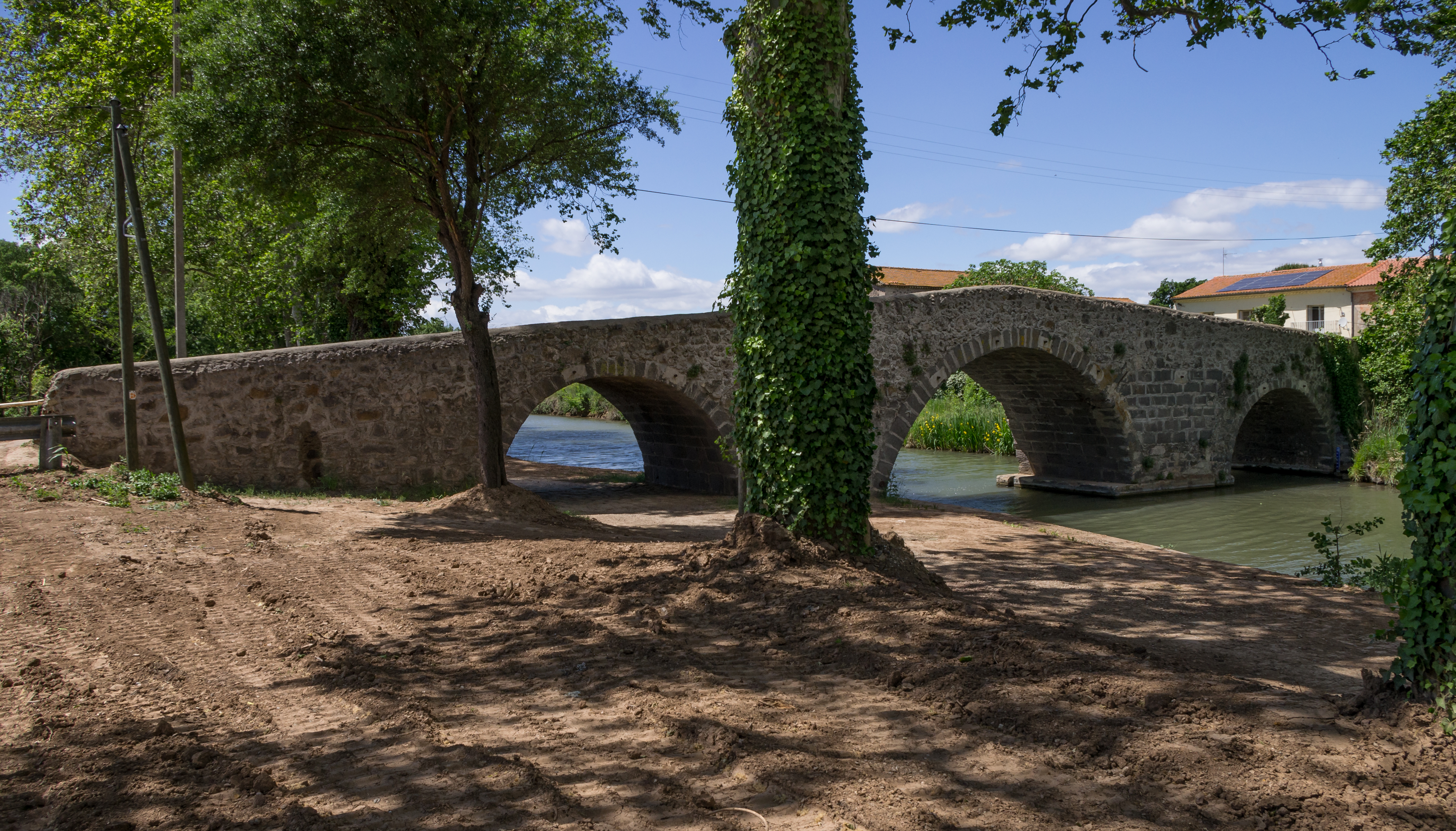
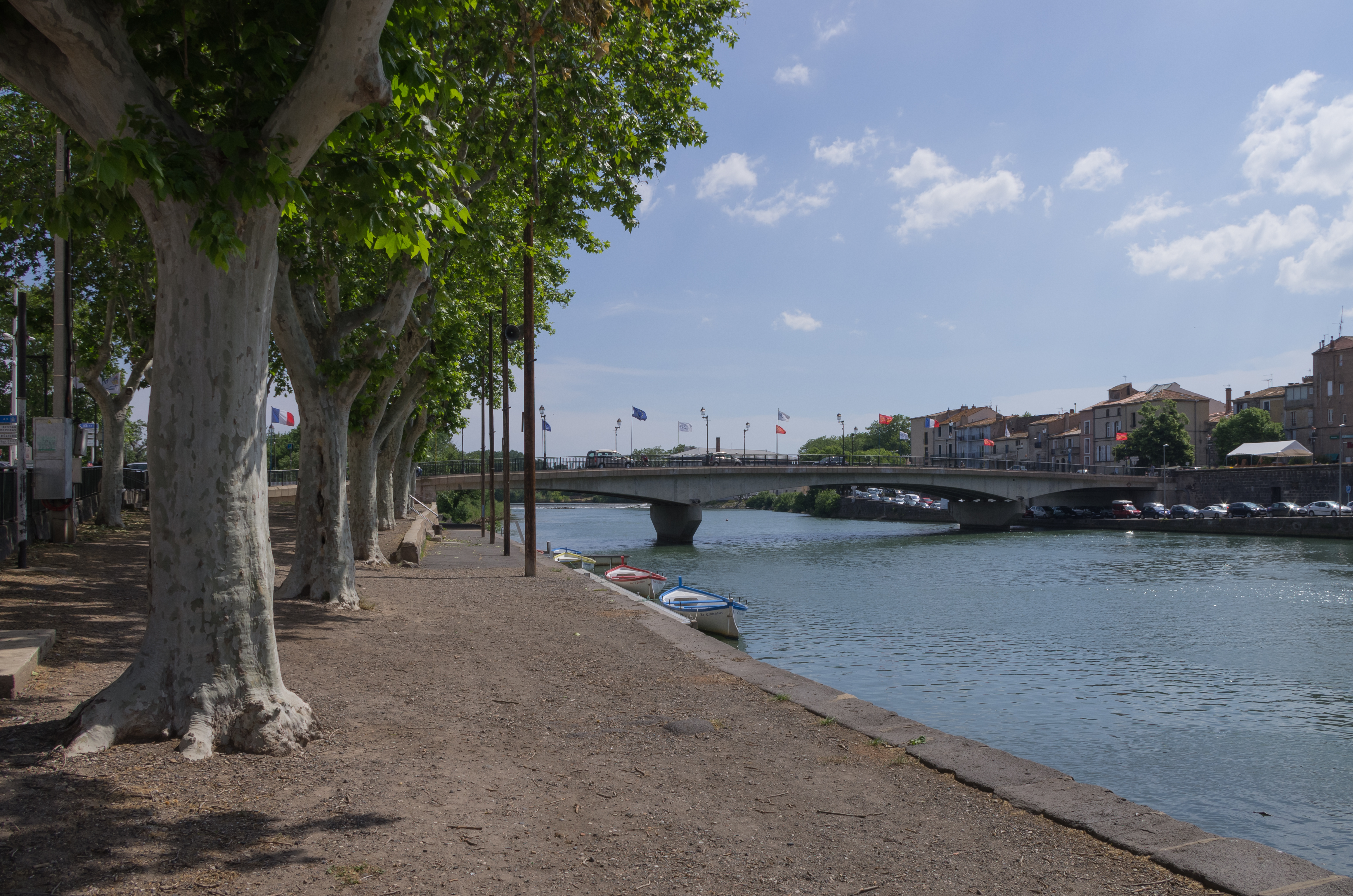